# 土橋陸夫
土橋 陸夫（どばし みちお、1942年- 2022年）は、日本の医学者、民俗学者。専門分野とは別に、草木塔に関する資料の収集もおこなった。

## 来歴
埼玉県白岡町出身。1961年埼玉県立浦和高等学校卒業。1966年宇都宮大学農学部農芸化学科卒業。翌1967年から1976年まで福島県立医科大学に勤務。
山形大学より医学博士の学位を取得。山形大学医学部で助手となり、1998年7月から同大学環境保全センターに勤務、のちに講師となり、2008年3月に退職した。

## 草木塔プロジェクト
山形大学が独立行政法人化された際、当時の学長だった仙道富士郎が実施した「自然と人間の共生」をテーマとしたプロジェクト募集(対象は学外も含む)に「草木塔ネットワークの設立と調査・研究・利用の推進」で最優秀賞（学長賞）を獲得し、最優秀賞に対して実施されるプロジェクトに従事した。プロジェクトで土橋は草木塔研究者のネットワークを構築し、プロジェクトの成果として2007年に『いのちをいただく 草や木の命をもいとおしむ「草木塔」のこころを求めて』と写真集『草木塔』がそれぞれ刊行された（いずれも「やまがた草木塔ネットワーク事務局」による編著）。